# هنری هیلس
هنری هیلس (به انگلیسی: Henry Healless) بازیکن فوتبال زادهٔ ۱۰ فوریه ۱۸۹۳ اهل کشور انگلستان که سابقهٔ بازی در تیم ملی فوتبال انگلستان را در کارنامهٔ خود دارد. وی در تاریخ ۲۲ اکتبر ۱۹۲۴ نخستین بازی ملی خود را در مقابل تیم ملی فوتبال ایرلند شمالی انجام داد و با حضور در ۲ بازی ملی، در تاریخ ۳۱ مارس ۱۹۲۸ واپسین بازی ملی‌اش را در برابر تیم ملی فوتبال اسکاتلند برگزار کرد.